# Fideos fritos

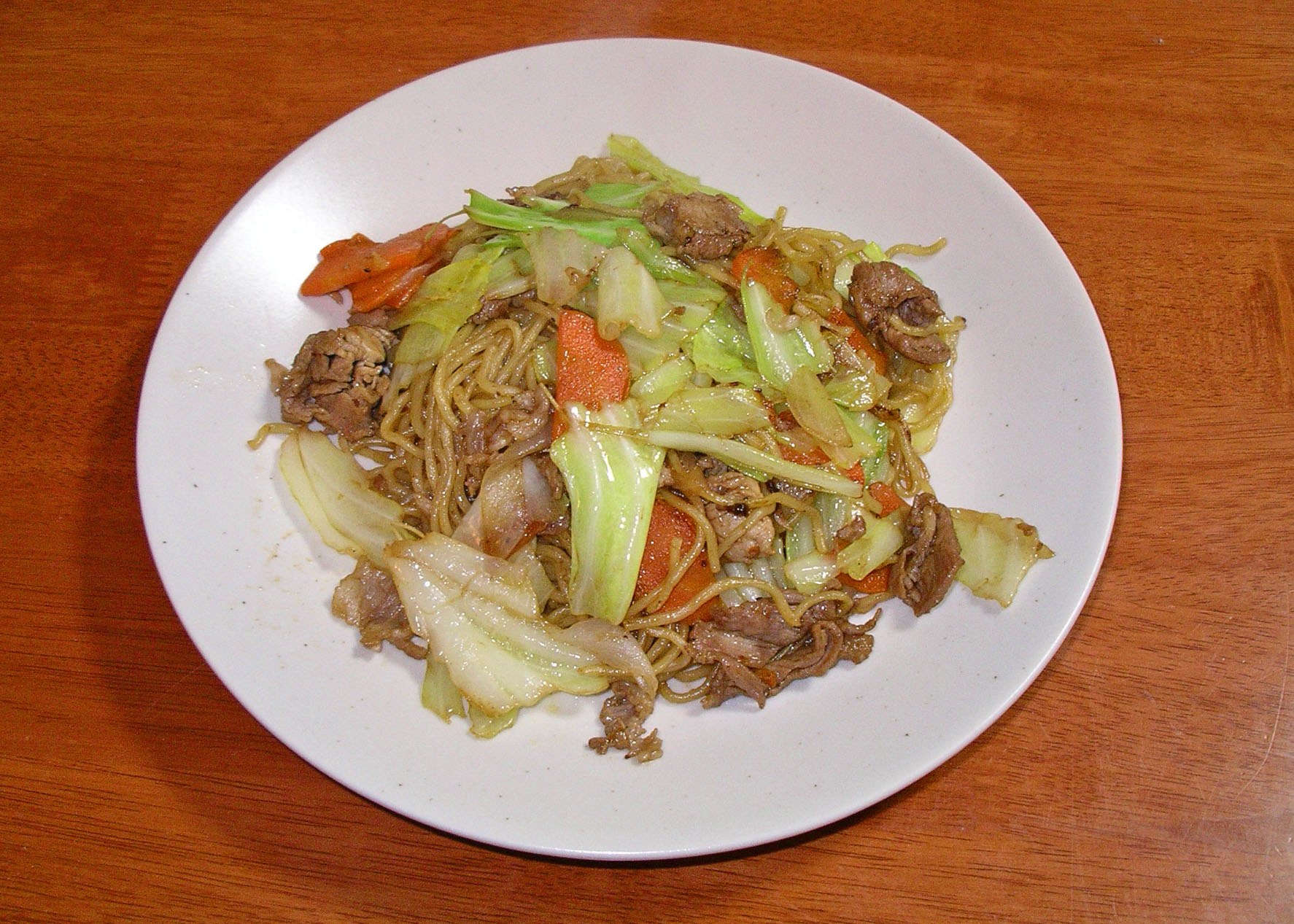
Yakisoba con cerdo, cebollas, col y zanahoria.

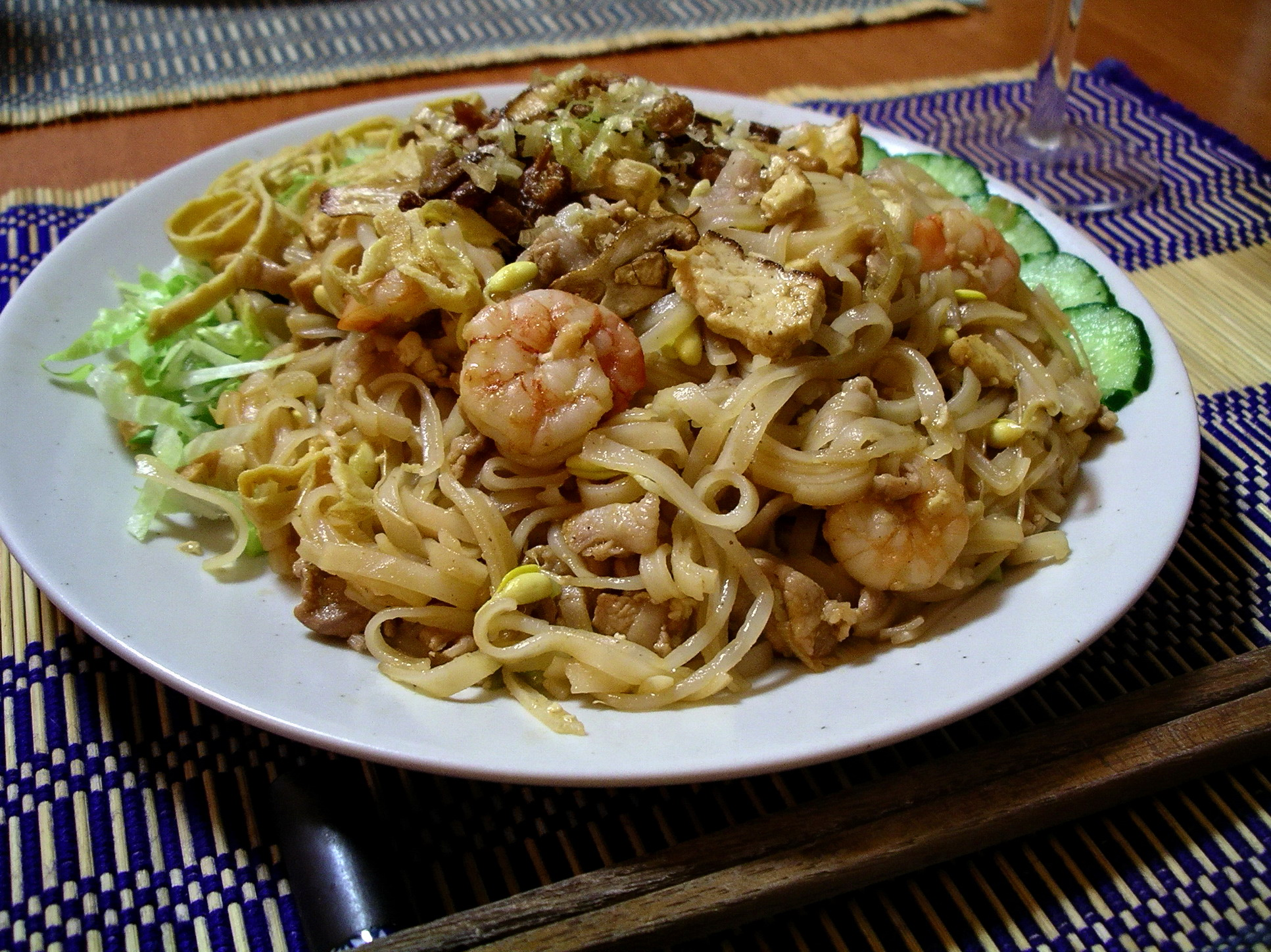
Yaki-bifun.

Los fideos fritos son los fideos más comunes de la cocina de Asia. Existen innumerables cantidades de variedades, estilos de cocina e ingredientes, pero todos ellos tienen en común el ingrediente.

## Salteados
En el estilo salteado oriental (stir frying) están:
- Char kway teow: Plato inspirado en la cocina china pero servido en Malasia y Singapur, consiste en fideos de arroz con camarones, huevos, brotes de soja, pastel de pescado, moluscos, y salchicha china.
- Chow mein: Plato inspirado en la cocina china de América y Canadá. Es también un término genérico en China para los fideos fritos.
- Zhajiang mian: Típico de la cocina del norte de China, con carne de cerdo y fideos servidos con salsa dulce de fideos o salsa hoisin.
- Hokkien mee: Plato malayo inspirado en la cocina china, con innumerables variantes e ingredientes.
- Japchae: Un plato coreano elaborado con fideos celofán.
- Lo mein: Fideos al estilo cantonés.
- Mee goreng: Plato picante de fideos malayos, servido también en Singapur e Indonesia.
- Pad thai: Fideos al estilo tailandés con huevo, salsa de pescado y una combinación de brotes de soja, gambas, pollo o tofu.
- Pancit bihon: Vermicelli de arroz filipinos.
- Chow fun estilo Singapur: Plato cantonés con fideos de arroz, curry, pollo y vegetales.
- Chow mein estilo Singapur: Igual que el anterior pero con fideos de trigo.
- Yakisoba: Fideos al estilo japonés.

## Fritos en sartén
Dentro de la categoría de los fideos fritos en sartén están:
- Fideos fritos estilo Hong Kong: Fideos de harina al estilo de Hong Kong con pollo o marisco.

- Datos: Q2221627
- Multimedia: Fried noodles / Q2221627